# 北川法夫
北川 法夫（きたかわ のりお、1948年9月10日 - ）は、日本の政治家。大阪府寝屋川市長（1期）、大阪府議会議員（7期）、大阪府議会議長（第102代）、自由民主党大阪府支部連合会幹事長などを歴任。
父親は元衆議院議員であり第24代環境庁長官の北川石松。弟は元衆議院議員の北川知克。

## 来歴
大阪府寝屋川市出身。市立西小学校、市立第二中学校、関西大学第一高等学校卒業。1971年3月、関西大学商学部卒業。1973年3月、同大学経済学部卒業。1976年、父親の北川石松衆議院議員の公設第一秘書となる。
1983年4月、大阪府議会議員選挙に出馬し初当選。1987年の府議選では落選するも、1991年の選挙で返り咲く。
2006年、大阪府議会議長に就任。
2015年2月16日、大阪府議を辞職。同年4月26日に行われた寝屋川市長選挙に無所属（自由民主党推薦・日本共産党支援）で出馬。元寝屋川市議の南部創、元寝屋川市議で大阪維新の会推薦の宮本正一らを僅差で破り、初当選を果たした。5月29日、市長就任。
※当日有権者数：193,465人 最終投票率：49.54%（前回比：pts）
| 候補者名 | 年齢 | 所属党派 | 新旧別 | 得票数   | 得票率 | 推薦・支持           |
| -------- | ---- | -------- | ------ | -------- | ------ | -------------------- |
| 北川法夫 | 66   | 無所属   | 新     | 33,710票 | 36.06% | （推薦）自由民主党   |
| 南部創   | 51   | 無所属   | 新     | 32,476票 | 34.74% |                      |
| 宮本正一 | 47   | 無所属   | 新     | 27,299票 | 29.20% | （推薦）大阪維新の会 |

2018年12月26日、弟の北川知克衆議院議員が死去すると、2019年2月4日に、知克の死去に伴う大阪12区補欠選挙に次男の北川晋平（知克の甥）が立候補する意向を表明した。
同年3月3日、衆議院補欠選挙で北川晋平を応援することを念頭に「他党の批判をすることになる。（他党との協力を得ながら市政を進める）市長の立場でやるのは好ましくない」と述べ、任期満了に伴う寝屋川市長選への出馬見送りを表明。なお、補欠選挙で次男の晋平は落選している。
2020年、旭日中綬章受章。